# Vườn quốc gia Kings Canyon

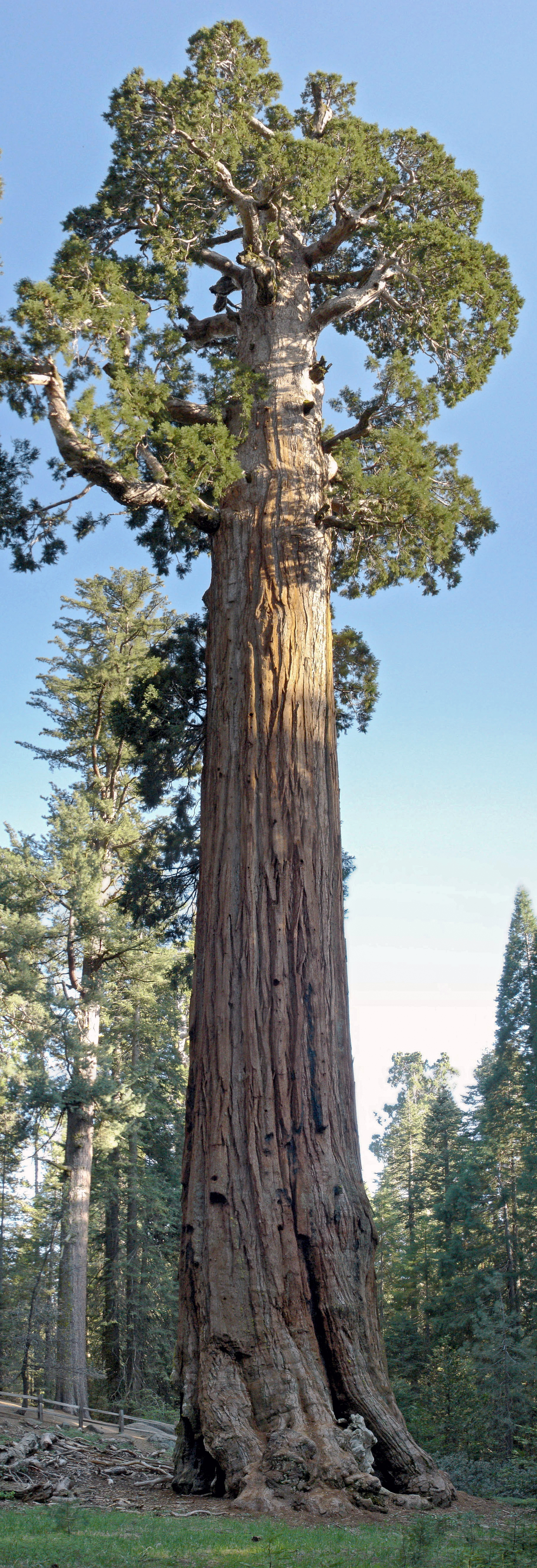
Cây Cự sam General Grant, tại khu vực General Grant Grove của vườn quốc gia Kings Canyon

Vườn quốc gia Kings Canyon  là một vườn quốc gia ở phía nam dãy Sierra Nevada, phía đông của Fresno, California. Vườn quốc gia được thành lập vào năm 1940 bao gồm diện tích 461.901 mẫu Anh (186.925 ha). Ban đầu, đây là khu vực của Vườn quốc gia General Grant được thành lập vào năm 1890 để bảo vệ khu vực General Grant Grove, nơi có những cây Cự sam khổng lồ, tiêu biểu nhất là cây General Grant, cây cự sam lớn thứ ba thế giới.
Phía bắc của vườn quốc gia tiếp giáp với Vườn quốc gia Sequoia; cả hai đều được quản lý bởi Cục Công viên Quốc gia Hoa Kỳ, cùng nhau tạo thành khu vực cơ cấu quản lý Vườn quốc gia Kings Canyon và Sequoia.

## Lịch sử
Kings Canyon đã được biết bởi những người da trắng từ giữa thế kỷ 19, nhưng phải đến năm 1873 khi John Muir lần đầu tiên viếng thăm hẻm núi thì nơi đây mới bắt đầu nhận được sự chú ý. Muir đã rất vui mừng với sự tương đồng của hẻm núi với thung lũng Yosemite, vì nó củng cố lý thuyết của ông về nguồn gốc của thung lũng. Mặc dù cạnh tranh với Josiah Whitney nhưng sau đó lý thuyết về việc thung lũng núi non hùng vĩ được hình thành bởi hoạt động động đất, lý thuyết Muir sau đó được chứng minh là đúng, khi cả hai thung lũng được chạm khắc bởi các sông băng lớn nhất trong Kỷ băng hà.
Sau đó, Bộ trưởng Nội vụ Hoa Kỳ Harold Ickes đã đấu tranh trong việc thành lập vườn quốc gia Kings Canyon. Ông đã thuê Ansel Adams chụp ảnh và các tài liệu tài liệu, một phần lớn dẫn đến việc thông qua dự luật tháng 3 năm 1940. Dự luật kết hợp General Grant Grove với khu vực Zumwalt Meadow để hình thành vườn quốc gia.
Tương lai Kings Canyon vẫn còn là một dấu hỏi lớn mãi cho tới 50 năm sau. Một số muốn xây dựng một con đập ở phía tây của thung lũng, trong khi những người khác muốn bảo vệ nó như là một phần của vườn quốc gia. Các cuộc tranh luận đã được giải quyết vào năm 1965, khi thung lũng này, cùng với thung lũng Tehipite, đã được thêm vào vườn quốc gia.

## Địa lý
Vườn quốc gia Kings Canyon bao gồm hai phần. Phần thứ nhất là khu vực nhỏ có tên General Grant Grove bảo tồn mốt số lùm cây Cự sam khổng lồ trong đó có cây General Grant nổi tiếng. Khu rừng Redwood Mountain Grove là khu rừng Cự sam khổng lồ lớn nhất thế giới, với diện tích 3.100 mẫu Anh (1.300 ha) bao gồm 15.800 cây Cự sam cao trên 1 foot (30 cm). Khu rừng Cự sam khổng lồ của công viên là một phần của khu rừng nguyên sinh có diện tích 202.430 mẫu Anh (81.920 ha) được bảo vệ bởi hai vườn quốc gia Kings Canyon và Sequoia. Phần này của vườn quốc gia chủ yếu là rừng là kim hỗn hợp và có thể dễ dàng tiếp cận từ đường cao tốc.
Phần còn lại của Vườn quốc gia Kings Canyon chiếm tới hơn 90% tổng diện tích của vườn quốc gia nằm về phía đông của General Grant Grove và là khu vực nhánh phía Nam và Trung của sông Kings và nhánh phía Nam của sông San Joaquin. Cả hai khu vực phía Nam và Trung của sông Kings có các hẻm núi và sông băng rộng lớn. Một phần của hẻm núi tại phía Nam được gọi là Kings Canyon, được đặt cho tên của vườn quốc gia. Kings Canyon là hẻm núi với độ sâu tối đa lên tới 8.200 feet (2.500 m), là một trong những hẻm núi sâu nhất ở Hoa Kỳ. Các hẻm núi được chạm khắc bởi các sông băng lên các khối đá granit. Kings Canyon và khu vực chưa hợp nhất của nó, Cedar Grove, là khu vực duy nhất của vườn quốc gia có thể truy cập vào bằng xe cơ giới. Cả Kings Canyon và khu vực thung lũng Tehipite, đều được các sông băng tạc sâu hình chữ U khiến cho hẻm núi tương đối bằng phẳng ở phần trũng và những vách đá granite cao chót vót hàng ngàn feet. Ngoài ra, hẻm núi có nhiều hệ thống hang động, một trong những đó là hang Boyden được mở cửa cho công chúng tham quan.
Về phía đông của các hẻm núi là điểm cao nhất của dãy Sierra Crest, ở độ cao 14.248 feet (4.343 m) có mốc trắc địa NAVD 88 tại đỉnh North Palisade, dây cũng là điểm cao nhất trong vườn quốc gia. Tại đây mang hệ sinh thái đặc trưng của Sierra Nevada: núi đá cằn cỗi và những hồ băng lạnh lẽo. Thông thường tuyết chỉ rơi từ cuối tháng 6 cho đến cuối tháng 10, và chỉ truy cập vào bằng ngựa và những con đường mòn.  Các đỉnh của Sierra Nevada là ranh giới phía đông của vườn quốc gia, từ núi Goethe ở phía bắc, xuống tới đỉnh Junction, tại ranh giới với Vườn quốc gia Sequoia. Một số con đường đèo giúp vượt qua các đỉnh núi, trong đó có đèo Bishop, Taboose, Sawmill, và đèo Kearsarge. Tất cả các con đèo nằm ở độ cao trên 11.000 feet (3.400 m) so với mực nước biển.

## Xem thêm

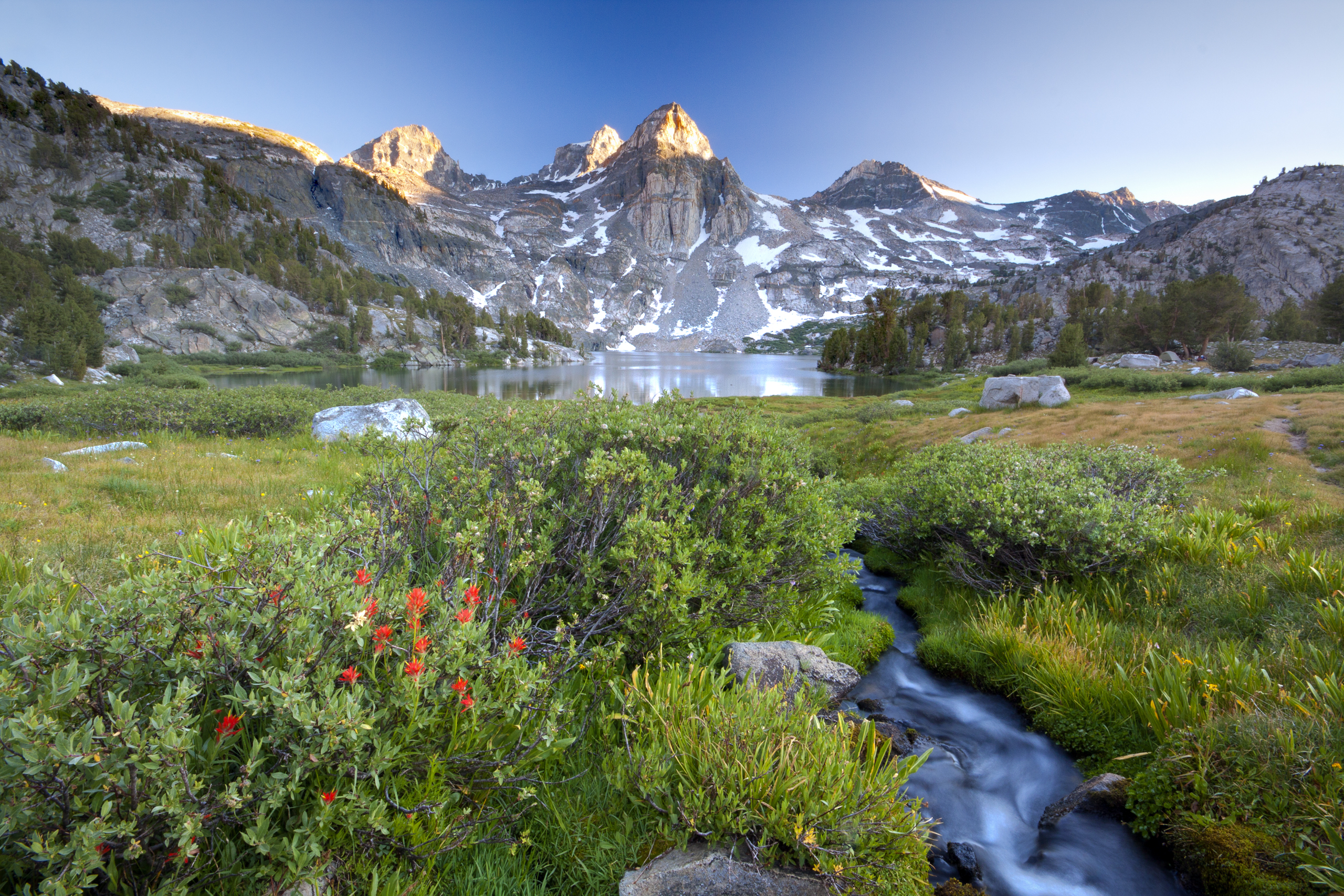
Các hồ Rae, trong khu vực hẻo lánh của vườn quốc gia